# Senátní obvod č. 72 – Ostrava-město
Senátní obvod č. 72 – Ostrava-město je podle zákona č. 247/1995 Sb. tvořen západní částí okresu Ostrava-město, tvořenou městskými obvody Poruba, Plesná, Martinov, Krásné Pole, Pustkovec, Svinov a Třebovice a obcemi Velká Polom, Horní Lhota, Čavisov a Dolní Lhota, a východní částí okresu Opava, ohraničenou na západě obcemi Hať, Vřesina, Kozmice a Dobroslavice.
Současným senátorem je od roku 2020 Ondřej Šimetka, který kandidoval jako nestraník za ODS.

## Senátoři

Vítězslav Matuška
Václav Roubíček
Petr Guziana
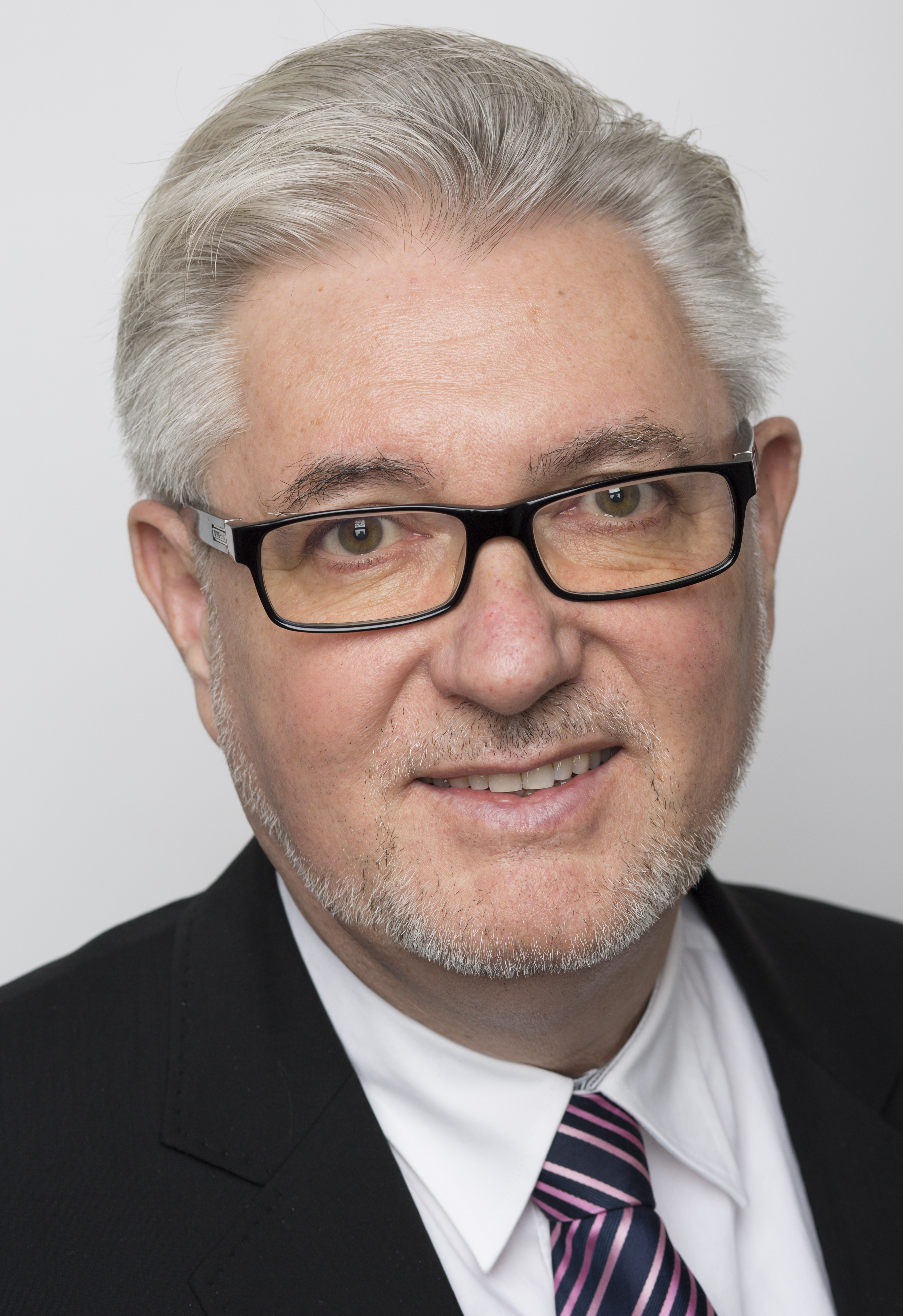
Peter Koliba
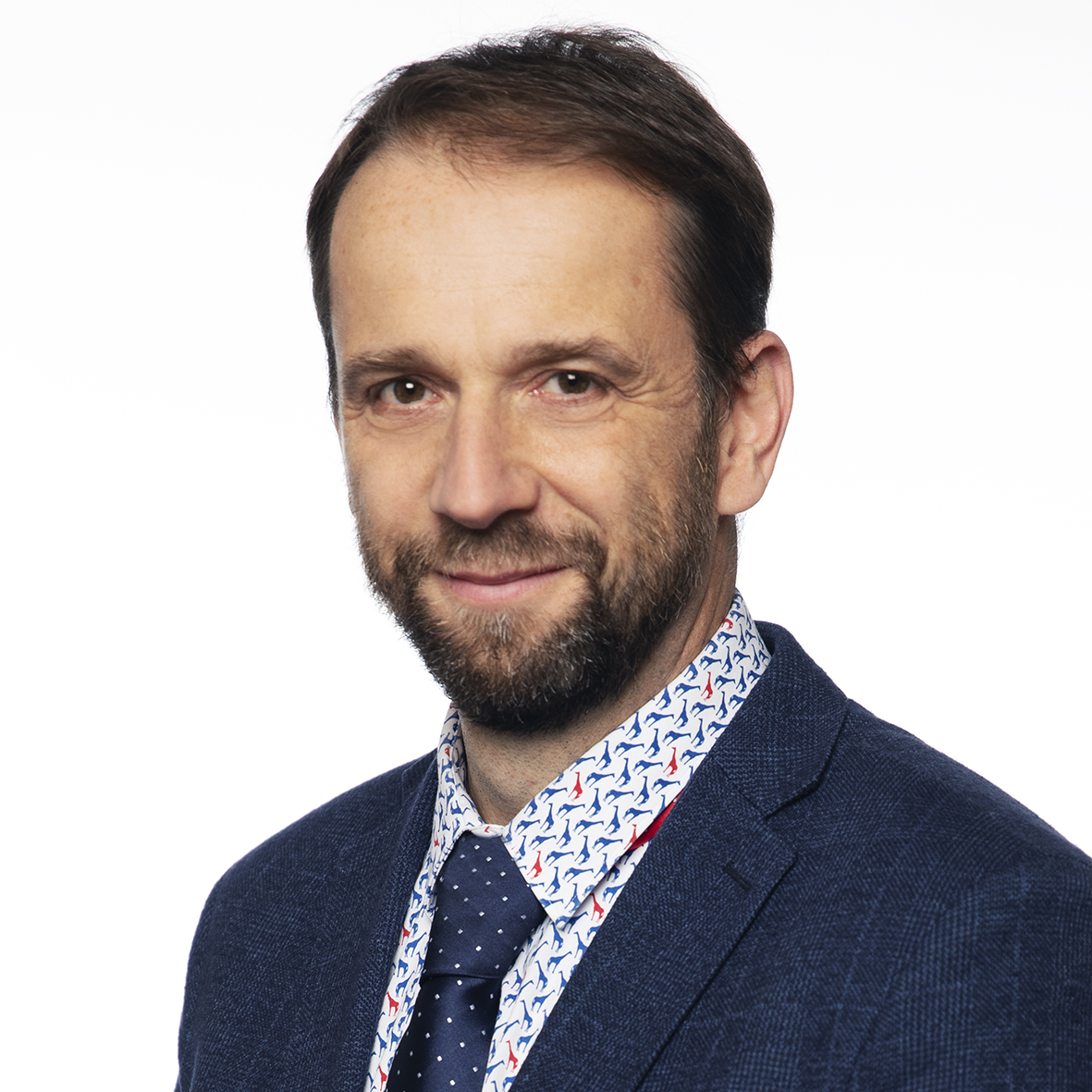
Ondřej Šimetka

| Volby | Volby | Senátor                               | Volební strana | Navrhující strana | Politická příslušnost | Odkaz  |
| ----- | ----- | ------------------------------------- | -------------- | ----------------- | --------------------- | ------ |
|       | 1996  | Ing. Vítězslav Matuška                | ČSSD           | ČSSD              | ČSSD                  | profil |
|       | 2002  | prof. Ing. Václav Roubíček, CSc.      | ODS            | ODS               | BEZPP                 | profil |
|       | 2008  | MUDr. Petr Guziana                    | ČSSD           | ČSSD              | ČSSD                  | profil |
|       | 2014  | doc. MUDr. Peter Koliba, CSc.         | ANO            | ANO               | BEZPP                 | profil |
|       | 2020  | doc. MUDr. Ondřej Šimetka, Ph.D., MBA | ODS            | ODS               | BEZPP                 | profil |

## Volby

### Rok 1996
| Kandidát | Kandidát                         | Volební strana | Navrhující strana | Politická příslušnost | Počet hlasů (1. kolo) | %     | Počet hlasů (2. kolo) | %     |
| -------- | -------------------------------- | -------------- | ----------------- | --------------------- | --------------------- | ----- | --------------------- | ----- |
|          | Ing. Vítězslav Matuška           | ČSSD           | ČSSD              | ČSSD                  | 7 160                 | 23,28 | 16 501                | 52,75 |
|          | Ing. Miloslav Bartoš             | ODS            | ODS               | ODS                   | 10 704                | 34,81 | 14 779                | 47,25 |
|          | Petr Gajdáček                    | KSČM           | KSČM              | KSČM                  | 4 608                 | 14,98 | —                     | —     |
|          | Ing. Zbyněk Pražák               | KDU-ČSL        | KDU-ČSL           | KDU-ČSL               | 3 801                 | 12,36 | —                     | —     |
|          | MUDr. Jiří Pekárek               | ODA            | ODA               | BEZPP                 | 2 150                 | 6,99  | —                     | —     |
|          | prof. MUDr. Rajko Doleček, DrSc. | MSLK_96        | MOR_SLEZ          | BEZPP                 | 1 307                 | 4,25  | —                     | —     |
|          | Marcela Jelínková                | SZ             | SZ                | SZ                    | 550                   | 1,79  | —                     | —     |
|          | Mgr. Marie Návratová             | ČSNS           | ČSNS              | ČSNS                  | 471                   | 1,53  | —                     | —     |

### Rok 2002
| Kandidát | Kandidát                         | Volební strana | Navrhující strana | Politická příslušnost | Počet hlasů (1. kolo) | %     | Počet hlasů (2. kolo) | %     |
| -------- | -------------------------------- | -------------- | ----------------- | --------------------- | --------------------- | ----- | --------------------- | ----- |
|          | prof. Ing. Václav Roubíček, CSc. | ODS            | ODS               | BEZPP                 | 8 276                 | 42,32 | 13 646                | 51,45 |
|          | PaedDr. Hana Zelenková           | ČSSD           | ČSSD              | ČSSD                  | 4 834                 | 24,72 | 12 873                | 48,54 |
|          | PhDr. Ing. Jaromír Horák         | KSČM           | KSČM              | KSČM                  | 4 336                 | 22,17 | —                     | —     |
|          | Pavel Dobeš                      | BPS            | BPS               | BEZPP                 | 1 217                 | 6,22  | —                     | —     |
|          | Nataša Hradecká                  | CZ             | CZ                | BEZPP                 | 538                   | 2,75  | —                     | —     |
|          | Viktor Hubert                    | SŽJ            | SŽJ               | BEZPP                 | 352                   | 1,80  | —                     | —     |

### Rok 2008
| Kandidát | Kandidát                         | Volební strana | Navrhující strana | Politická příslušnost | Počet hlasů (1. kolo) | %     | Počet hlasů (2. kolo) | %     |
| -------- | -------------------------------- | -------------- | ----------------- | --------------------- | --------------------- | ----- | --------------------- | ----- |
|          | MUDr. Petr Guziana               | ČSSD           | ČSSD              | ČSSD                  | 14 471                | 39,27 | 17 563                | 64,97 |
|          | prof. Ing. Václav Roubíček, CSc. | ODS            | ODS               | ODS                   | 10 503                | 28,50 | 9 468                 | 35,02 |
|          | RSDr. Ing. Věra Flasarová        | KSČM           | KSČM              | KSČM                  | 5 730                 | 15,55 | —                     | —     |
|          | Ing. Norbert Havlík              | KDU-ČSL        | KDU-ČSL           | KDU-ČSL               | 2 429                 | 6,59  | —                     | —     |
|          | JUDr. Alois Dlouhý               | NEZ            | NEZ               | BEZPP                 | 2 188                 | 5,93  | —                     | —     |
|          | Blanka Štěpánová                 | NEZ/DEM        | NEZ/DEM           | BEZPP                 | 1 524                 | 4,13  | —                     | —     |

### Rok 2014
| Kandidát | Kandidát                      | Volební strana | Navrhující strana | Politická příslušnost | Počet hlasů (1. kolo) | %     | Počet hlasů (2. kolo) | %     |
| -------- | ----------------------------- | -------------- | ----------------- | --------------------- | --------------------- | ----- | --------------------- | ----- |
|          | doc. MUDr. Peter Koliba, CSc. | ANO            | ANO               | BEZPP                 | 5 770                 | 20,04 | 5 913                 | 52,93 |
|          | Ing. Petr Mihálik             | ČSSD           | ČSSD              | ČSSD                  | 5 704                 | 19,81 | 5 257                 | 47,06 |
|          | Mgr. Radim Žebrák, Ph.D.      | Ostravak       | Ostravak          | Ostravak              | 4 605                 | 15,99 | —                     | —     |
|          | Mgr. et Mgr. Lukáš Curylo     | KDU-ČSL        | KDU-ČSL           | KDU-ČSL               | 3 117                 | 10,82 | —                     | —     |
|          | Petr Gajdáček                 | KSČM           | KSČM              | KSČM                  | 2 906                 | 10,09 | —                     | —     |
|          | Ing. Pavel Bartoš             | ODS            | ODS               | BEZPP                 | 2 351                 | 8,16  | —                     | —     |
|          | Ing. Petr Chodura             | TOR            | TOR               | BEZPP                 | 1 917                 | 6,65  | —                     | —     |
|          | Mgr. Jiří Joneš               | TOP 09, STAN   | TOP 09            | TOP 09                | 859                   | 2,98  | —                     | —     |
|          | Bc. Věra Racková              | OF             | OF                | OF                    | 779                   | 2,70  | —                     | —     |
|          | MUDr. Petr Guziana            | SPO            | SPO               | BEZPP                 | 530                   | 1,84  | —                     | —     |
|          | RNDr. Radoslav Štědroň        | SP             | SP                | SP                    | 249                   | 0,86  | —                     | —     |

### Rok 2020
| Kandidát | Kandidát                              | Volební strana | Navrhující strana | Politická příslušnost | Počet hlasů (1. kolo) | %     | Počet hlasů (2. kolo) | %     |
| -------- | ------------------------------------- | -------------- | ----------------- | --------------------- | --------------------- | ----- | --------------------- | ----- |
|          | doc. MUDr. Ondřej Šimetka, Ph.D., MBA | ODS            | ODS               | BEZPP                 | 6 688                 | 21,68 | 7 546                 | 67,89 |
|          | Ing. Zdeněk Jiříček                   | ANO            | ANO               | ANO                   | 6 747                 | 21,87 | 3 568                 | 32,10 |
|          | Mgr. Martin Tomášek, Ph.D.            | Piráti         | Piráti            | Piráti                | 3 916                 | 12,69 | —                     | —     |
|          | Ing. arch. Liana Janáčková            | NEZ            | NEZ               | NEZ                   | 3 782                 | 12,26 | —                     | —     |
|          | Ing. Radim Smetana                    | ČSSD           | ČSSD              | ČSSD                  | 2 548                 | 8,26  | —                     | —     |
|          | MUDr. Jan Síla                        | SPD            | SPD               | SPD                   | 1 830                 | 5,93  | —                     | —     |
|          | Mgr. Andrea Wlochová, Ph.D.           | Trikolóra      | Trikolóra         | Trikolóra             | 1 307                 | 4,23  | —                     | —     |
|          | Petr Gajdáček                         | KSČM           | KSČM              | KSČM                  | 1 264                 | 4,09  | —                     | —     |
|          | Mgr. Rostislav Gromnica, Ph.D.        | STAN           | STAN              | BEZPP                 | 946                   | 3,06  | —                     | —     |
|          | doc. MUDr. Peter Koliba, CSc.         | ANK 2020       | ANK 2020          | ANK 2020              | 825                   | 2,67  | —                     | —     |
|          | Ing. et Mgr. Pynelopi Cimprichová     | JEDNOTNÍ       | JEDNOTNÍ          | JEDNOTNÍ              | 564                   | 1,82  | —                     | —     |
|          | Mgr. Miroslava Škaldová               | VOK            | VOK               | BEZPP                 | 259                   | 0,83  | —                     | —     |
|          | Jiří Sapeta                           | NáS            | NáS               | BEZPP                 | 164                   | 0,53  | —                     | —     |

## Volební účast
|  | nejvyšší volební účast |  | nejnižší volební účast |

| Rok  | % (1. kolo) | % (2. kolo) |
| ---- | ----------- | ----------- |
| 1996 | 31,43       | 31,86       |
| 2002 | 20,34       | 28,84       |
| 2008 | 41,37       | 27,63       |
| 2014 | 32,26       | 11,79       |
| 2020 | 34,72       | 12,04       |